# Conferencia Constitucional de Guinea Ecuatorial de 1967-1968
La Conferencia Constitucional de Guinea Ecuatorial fue acordada en diciembre de 1966 por el Consejo de Ministros español. El 30 de octubre de 1967 se inauguró dicha Conferencia en Madrid, presidida por Fernando María Castiella, ministro de Asuntos Exteriores; al frente de la delegación guineana se encontraba Federico Ngomo.

## Antecedentes
El 15 de diciembre de 1963, el Gobierno español sometió a referéndum entre la población de la Guinea Española un proyecto de Bases sobre Autonomía, que fue aprobado por abrumadora mayoría. Estos territorios fueron dotados de autonomía, adoptando oficialmente el nombre de Guinea Ecuatorial. Aunque el comisionado general nombrado por el gobierno español tenía amplios poderes, la Asamblea General de Guinea Ecuatorial tenía considerable iniciativa para formular leyes y regulaciones. Su primer y único presidente fue Bonifacio Ondó Edu.
En noviembre de 1965, la IV Comisión de la Asamblea de la ONU, aprobó una resolución en la que pedía a España que fijase la fecha para la independencia de Guinea Ecuatorial.

## Desarrollo
Terminada la segunda fase de la Conferencia Constitucional (del 17 de abril al 22 de junio de 1968), el producto de la misma, la Constitución de Guinea Ecuatorial de 1968, fue publicada en el Boletín Oficial de la Guinea Ecuatorial del 24 de julio de 1968 y ratificada en referéndum popular realizado el 11 de agosto bajo la supervisión de un equipo de observadores de las Naciones Unidas.

## Delegaciones de la Conferencia Constitucional

### Delegación española
La Conferencia Constitucional encargada de confeccionar la carta magna estaba integrada por la Delegación del Gobierno español y la Delegación de Guinea Ecuatorial. La primera estaba integrada por:
- Fernando María Castiella, ministro de Asuntos Exteriores, Presidente de la Conferencia Constitucional.
- Ramón Sedó Gómez, subsecretario de Política Exterior, Vicepresidente de la Conferencia Constitucional.
- José Díaz de Villegas, director general de Plazas y Provincias Africanas, de la Presidencia del Gobierno.
- Eduardo Junco Mendoza, de la Presidencia del Gobierno.
- José Gómez Duran, de la Presidencia del Gobierno,
- Francisco Ruiz Palú, de la Presidencia del Gobierno.
- Alberto del Buey, de la Presidencia del Gobierno.
- Gabriel Mañueco de Lecea, director general de Asuntos de África y Mundo Árabe, del Ministerio de Asuntos Exteriores
- Marcelino Cabanas Rodríguez, secretario general técnico del Ministerio de Justicia.
- José Jorreto Múgica, general-secretario general del Estado Mayor Central, del Ministerio del Ejército.
- Eduardo Vila Corpas, capitán de corbeta, del Ministerio de Marina.
- Ángel Gregori Malet, director general de Asistencia Técnica Tributaria, del Ministerio de Hacienda.
- Dositeo Barreiro Mourenza, jefe de la Sección de Asuntos Generales, de la Jefatura Central de Tráfico, del Ministerio de la Gobernación.
- Rodolfo Martín Villa, director de Industria Textil, Alimentaria y Diversa, del Ministerio de Industria.
- Luis Gómez de Aranda, secretario general técnico de la Secretaría General del Movimiento.
- Joaquín Arnau Ruifernández, coronel del Ejército del Aire, de la Subsecretaría de Aviación Civil, del Ejército del Aire.
- Leopoldo Zumalacárregui Calvo, director general de Comercio Interior, del Ministerio de Comercio.
- Joaquín Juste Costino, secretario general técnico del Ministerio de Información y Turismo.
- Juan Álvarez Corugedo, gerente del Plan de Desarrollo de la Guinea Ecuatorial, de la Comisaría del Plan de Desarrollo.
- Manuel Blanque Tripiano, teniente coronel de Infantería, del Alto Estado Mayor.
- Gabriel Cañadas Nouvilas, secretario general de la Conferencia Constitucional.

### Delegación ecuatoguineana
La Delegación de Guinea Ecuatorial estaba compuesta principalmente por políticos presentes en la Asamblea General autonómica, establecida en 1963, procuradores en Cortes y por representantes de los movimientos independentistas. La Delegación estaba integrada por:
- Federico Ngomo, Presidente de la Asamblea General.
- Enrique Gori, Vicepresidente de la Asamblea General.
- Antonio Ndongo, Diputado por Río Muni.
- Miguel Edyand, Diputado por Río Muni.
- Fernando Fernández Echegoyen, Diputado por Fernando Poo.
- Marcos Ropu, Diputado por Fernando Poo.
- Bonifacio Ondó Edu, Presidente del Consejo de Gobierno.
- Francisco Macías Nguema, Vicepresidente del Consejo de Gobierno.
- Antonio Cándido Nang, Consejero de Enseñanza.
- Gustavo Watson, Consejero de Sanidad.
- Luis Maho, Consejero de Información y Turismo.
- Agustín Eñeso, consejero de Hacienda.
- Alfredo Jones, consejero nacional por Fernando Poó.
- Andrés Moisés Mba, consejero nacional por Río Muni.
- Edmundo Bossio, procurador en Cortes por el Grupo de Cabezas de Familia de Santa Isabel.
- Prudencio Bolopa, procurador en Cortes por el Grupo de Cabezas de Familia de Santa Isabel,
- José Nsue, procurador en Cortes por el Grupo de Cabezas de Familia de Río Muni.
- Pedro Ekong, procurador en Cortes por el Grupo de Cabezas de Familia de Río Muni.
- Armando Climent, representante del Colegio de Abogados de la Guinea Ecuatorial.
- Enrique San Cristóbal Borrat, representante de la Cámara de Comercio, Industria y Navegación de Río Muni.
- Adolfo Antuña, Representante de la Cámara de Comercio, Industria y Navegación de Fernando Poó.
- Clemente Ateba, representante de Idea Popular de la Guinea Ecuatorial (IPGE).
- Antonio Eworo, Representante de IPGE.
- Martín Mbo Mguema, Representante de IPGE.
- Jovino Edu Mbuy, Representante de IPGE.
- Pastor Torao, representante del Movimiento Nacional de Liberación de Guinea Ecuatorial (MONALIGE).
- Atanasio Ndongo, representante del MONALIGE.
- Tomás A. King, Representante del MONALIGE.
- Ricardo Nvumba, Representante del MONALIGE.
- Francisco Salomé Jones, Representante del Movimiento de Unión Nacional de Guinea Ecuatorial, (MUNGE).
- Justino Mba Nsue, Representante del MUNGE.
- Esteban Nsue, Representante del MUNGE.
- Estanislao Kuba, Representante del MUNGE.
- Mariano Ganet, Representante de la Unión Bubi.
- Teófilo Bieveda, Representante de la Unión Bubi.
- Gaspar Copariate, Representante de la Unión Bubi.
- Francisco Douga Mendo, Representante de la Unión Bubi.
- Wilwaldo Jones, representante de la Unión Democrática.
- Carlos Cabrera, Representante de la Unión Democrática.
- Manuel Nacimiento Ceita, Representante de la Unión Democrática.
- Manuel Morgades Besari, Representante de la Unión Democrática.
- Manuel Castillo Barril, Delegado en Madrid del Consejo de Gobierno de la Guinea Ecuatorial.
- Vicente Castellón, Representante de la Isla de Annobón.
- Lucas Beholi, Representante de la Isla de Corisco.
- Adolfo Bote Ebola, Representante de la minoría Ndowe.
- Felipe Ndyoli, Representante de la minoría Ndowe.
- Agustín Daniel Grange, Representante de la Minoría Fernandina.

La gran mayoría de los integrantes de la delegación ecuatoguineana serían posteriormente asesinados durante la dictadura de Francisco Macías Nguema. Tras su derrocamiento en 1979, quedaban con vida solo 10 de los integrantes de la delegación.

## Propuestas políticas
Las partes implicadas como representantes de Guinea Ecuatorial mantuvieron a lo largo de las sesiones de la Conferencia posturas encontradas sobre el modelo del nuevo Estado propuesto. La mayoría, salvo Unión Bubi y la Unión Democrática Fernandina (que solicitaban que la isla de Bioko siguiese bajo administración española, o en su defecto, se le otorgara la independencia por separado) coincidía en la territorialidad del país (independencia unitaria), aunque algunas voces, principalmente desde Idea Popular de la Guinea Ecuatorial, habían defendido en el pasado la federación o integración del territorio en Camerún, país que era independiente desde el 1 de enero de 1960.
Dentro de la delegación y gobierno españoles había dos posturas diferentes sobre la futura situación de Guinea: la del Vicepresidente del Gobierno Luis Carrero Blanco (que proponía una independencia lenta y progresiva y la permanencia de vínculos comerciales estables, siendo además partidario de una independencia separada de Río Muni y la Isla de Fernando Poo) y la del Ministro de Asuntos Exteriores Fernando María Castiella (partidario de la independencia inmediata y conjunta de la Isla y Río Muni, manteniendo buenas relaciones con la nueva nación para así mejorar la imagen internacional de España y conseguir un nuevo voto en Naciones Unidas). Carrero Blanco quería mantener los intereses económicos españoles en Guinea Ecuatorial (incluyendo los suyos propios), demostrando una actitud claramente neocolonialista. La postura de Castiella sería la que finalmente se haría realidad, puesto que el dictador Francisco Franco decidió apoyarle debido a las promesas de Castiella de recuperar el territorio de Gibraltar. El proyecto de Carrero fue apoyado por el MUNGE de Bonifacio Ondó Edu (a excepción del proyecto de independencia separada) y la Union Bubi, mientras que el proyecto de Castiella fue respaldado por el MONALIGE de Atanasio Ndongo.
El abogado español Antonio García-Trevijano llevó adelante un proyecto de constitución alternativo, con el apoyo del "Secretariado Conjunto" o "Grupo de los veintitrés" (grupo anticolonialista formado en la Conferencia por líderes disidentes de las formaciones políticas guineanas, liderado por Francisco Macías Nguema, quién terminó por convertirse en árbitro de la conferencia), el cual fue rechazado. Trevijano asesoró económicamente a los integrantes del Secretariado Conjunto, y su proyecto de constitución abogaba una sociedad libre y democrática, pero sin centralización burocrática y con unipartidismo, ya que según Trevijano el pluralismo político era imposible en África. Esta tesis era compartida por Macías. Después de cada sesión de la conferencia, Trevijano se reunía con líderes del Secretariado y trabajaban en artículos del anteproyecto de constitución que luego se presentaban en la sesión plenaria.
El líder del Secretariado Conjunto, Macías, se destacó por sus intervenciones anticolonialistas y fuertemente nacionalistas, abogando por romper con las estructuras coloniales y establecer la independencia total. Macías era militante del MONALIGE pero su nacionalismo radical le impedía representar el verdadero pensamiento del partido, por lo cual surgió una rivalidad con el Secretario General del MONALIGE Atanasio Ndongo, quién aclaró que las intervenciones de Macías no representaban la opinión del partido. Carrero y Catiella, con el respaldo de las demás fuerzas políticas guineanas, intentaron expulsar al Secretariado Conjunto de la Conferencia. Finalmente la Constitución aprobada fue la respaldada por el régimen español con el apoyo del MUNGE y el MONALIGE, y la oposición de Macías y el Secretariado. Macías acusó a los líderes del MONALIGE Ndongo y Saturnino Ibongo Iyanga de estar vendidos al régimen español y junto a miembros del Secretariado Conjunto denunció la "imposición" de la Constitución en Naciones Unidas.
En cuanto a las motivaciones que pudo tener García-Trevijano para implicarse en la independencia de la colonia africana, los historiadores Rosa Pardo y Florentino Portero han apuntado que García-Trevijano pretendía frustrar el proceso independentista para desacreditar al Gobierno. Por su parte, Francisco Ela Abeme, ha señalado que García-trevijano "buscaba un azote del franquismo; alguien que dijera a Franco y a su régimen todo lo que García-Trevijano llevaba dentro pero que la dictadura no le dejaba expresar". García-Trevijano redactó un proyecto de constitución, que fue desechado en favor del redactado por Miguel Herrero y Rodríguez de Miñón, hombre de Castiella, que actuaba como asesor de la Conferencia Constitucional. En palabras de Herrero de Miñón:

Los técnicos, como se nos llamaba [...] a Condomines y a mí, conseguimos el 10 de mayo desacreditar plenamente el proyecto «de los veintitrés», con rotundidad que hirió profundamente a García-Trevijano, pero que apartó de su férula a la mayoría de los guineanos.

 A pesar de la oposición de Macías, la nueva constitución, democrática, presidencialista y unitaria, fue aprobada en referéndum por los guineanos en agosto de 1968. Tras la independencia, Macías fue proclamado presidente tras triunfar en la segunda vuelta de las elecciones presidenciales frente a Bonifacio Ondó Edu.
Para las citadas elecciones, cada uno de los candidatos representó los intereses que habían apoyado durante la Conferencia.